# تپه سرچلی (گنجشک دار)
تپه سِرچِلی (گنجشک‌دار) در استان گلستان، شهرستان مراوه‌تپه، روستای چایلی واقع شده و این اثر در تاریخ ۱۰ خرداد ۱۳۸۲ با شمارهٔ ثبت ۸۸۶۱ به‌عنوان یکی از آثار ملی ایران به ثبت رسیده است.